# 黒木美晴
黒木 美晴（くろき みはる、1993年9月3日 - ）は、宮崎県出身の日本人の女子柔道選手である。階級は52kg級。身長158cm。血液型はA型。組み手は右組み。段位は弐段。得意技は大外刈、背負投。

## 経歴
柔道は8歳の時に国分西柔道クラブ高橋道場で始めた。五十市中学1年の時には全国中学校柔道大会の52kg級に出場するが、3回戦で敗れた。2年の時には階級を57kg級に上げるが2回戦で敗れると、3年の時には3回戦で敗れた。宮崎商業高校へ進むと、1年の時には全国高校選手権52kg級で決勝まで進むが、小松大谷高校1年の宮川拓美に内股で敗れて2位だった。2年の時には全日本ジュニアで3位に入った。ベルギー国際のジュニアの部では3位だったが、翌日のシニアの部では決勝で北京オリンピック48kg級銀メダリストで、階級を上げてきたキューバのヤネト・ベルモイを大外刈の有効で破って優勝した。インターハイ個人戦には同じ宮崎県内に宮崎日大高校の志々目愛がいたために出場できなかったが、3年の時には団体戦で5位となった。全日本ジュニアでは決勝まで進むが志々目に敗れて2位だった。ベルギー国際のジュニアの部では3位だったものの、シニアの部では初戦でベルモイを横四方固で破るなどして決勝まで進むが、志々目に判定で敗れた。
2012年には姉の和世に続いて環太平洋大学に進み、古賀稔彦の指導を受けることになった。1年の時には全日本ジュニアで3位になると、学生体重別では決勝で山梨学院大学4年の加賀谷千保に敗れて2位となった。講道館杯では決勝でコマツの橋本優貴を袖釣込腰の技ありで破って優勝を飾った。この際に、「優勝は信じられない。今回がまぐれと言われないようにまた頑張る。大学へ進学して環境が変わり、強い先輩がたくさんいるので毎日の練習が充実している」と語った。また、総監督の古賀によれば、黒木には勝負魂があり、その持ち味は思いもかけないところから背負投などの担ぎ技を繰り出すところにあるという。グランドスラム・東京では初戦でベルモイに有効で敗れた。
2年時には優勝大会で姉の和世とともに優勝メンバーの一員として名を連ねることになった。3年時には成田市で開催されたサンボの世界選手権52kg級に出場すると、初戦において柔道選手でもある前年優勝したロシアのアンナ・ハリトーノワに腕挫十字固で敗れるも、敗者復活戦を勝ち上がって銅メダルを獲得した。講道館杯では3位となった。ヨーロッパオープン・ソフィアでは決勝で筑波大学1年の内尾真子に有効で敗れて2位にとどまった。4年時には講道館杯で再び3位となった。2016年からは北九州医療刑務所の所属となった。

## 戦績
- 2010年 -　全国高校選手権　個人戦　2位　団体戦　5位
- 2010年 -　全日本ジュニア　3位
- 2011年 -　ベルギー国際　ジュニアの部　3位 シニアの部　優勝
- 2011年 -　フランスジュニア国際　2位
- 2011年 -　韓国ジュニア国際　2位
- 2011年 -　インターハイ　団体戦 5位
- 2011年 -　全日本ジュニア　2位
- 2012年 -　ベルギー国際　ジュニアの部 3位、シニアの部 優勝
- 2012年 -　全日本ジュニア　3位
- 2012年 -　学生体重別　2位
- 2012年 -　体重別団体　3位
- 2012年 -　講道館杯　優勝
- 2013年 - ロシアジュニア国際　優勝
- 2013年 -　優勝大会 優勝
- 2014年 -　講道館杯　3位
- 2015年 -　ヨーロッパオープン・ソフィア 2位
- 2015年 -　講道館杯　3位

(出典、JudoInside.com)